# VEF
VEF, acronim leton pentru Valsts elektrotehniskā fabrika (Fabrica Electrotehnică de Stat), este un producător de produse electrice și electronice din Riga, Letonia. A fost fondată în 1919. Înainte de cel al Doilea Război Mondial, a produs o mare varietate de bunuri, printre care Minox Riga - cea mai mică cameră din lume. După război, a fost cel mai important producător de tehnologie de comunicații din Uniunea Sovietică și cea mai mare fabrică din RSS Letonă.

## Istorie
VEF a fost înființată în aprilie 1919 ca un atelier de reparație al Departamentului de Poștă și Telegraf. Înainte de Primul Război Mondial, clădirile erau deținute de fabrica UNION, înființată în 1887. Compania a fost redenumită în VEF în 1932.
În 1922 PTVGD a început să producă telefoane. În 1924 a început să producă radiouri. În 1928 a început să producă centrale telefonice automate. Centrala telefonică din Riga și alte centrale din localitățile din Letonia au fost modernizată cu echipamente fabricate de PTVGD până în 1940. În anii 1930 producția lunară a PTVGD a inclus 500 de telefoane și 400 de centrale. În anii 1930, fabrica a produs toate electronicele care aveau o cerere de piață - dispozitive de comunicații, telefoane, becuri, aparate de fotografiat, fiare de călcat, radiouri, lanterne, precum și hârtie fotografică, mese de lucru și chiar avioane.
În 1999, fabrica a fost privatizată și reorganizată.

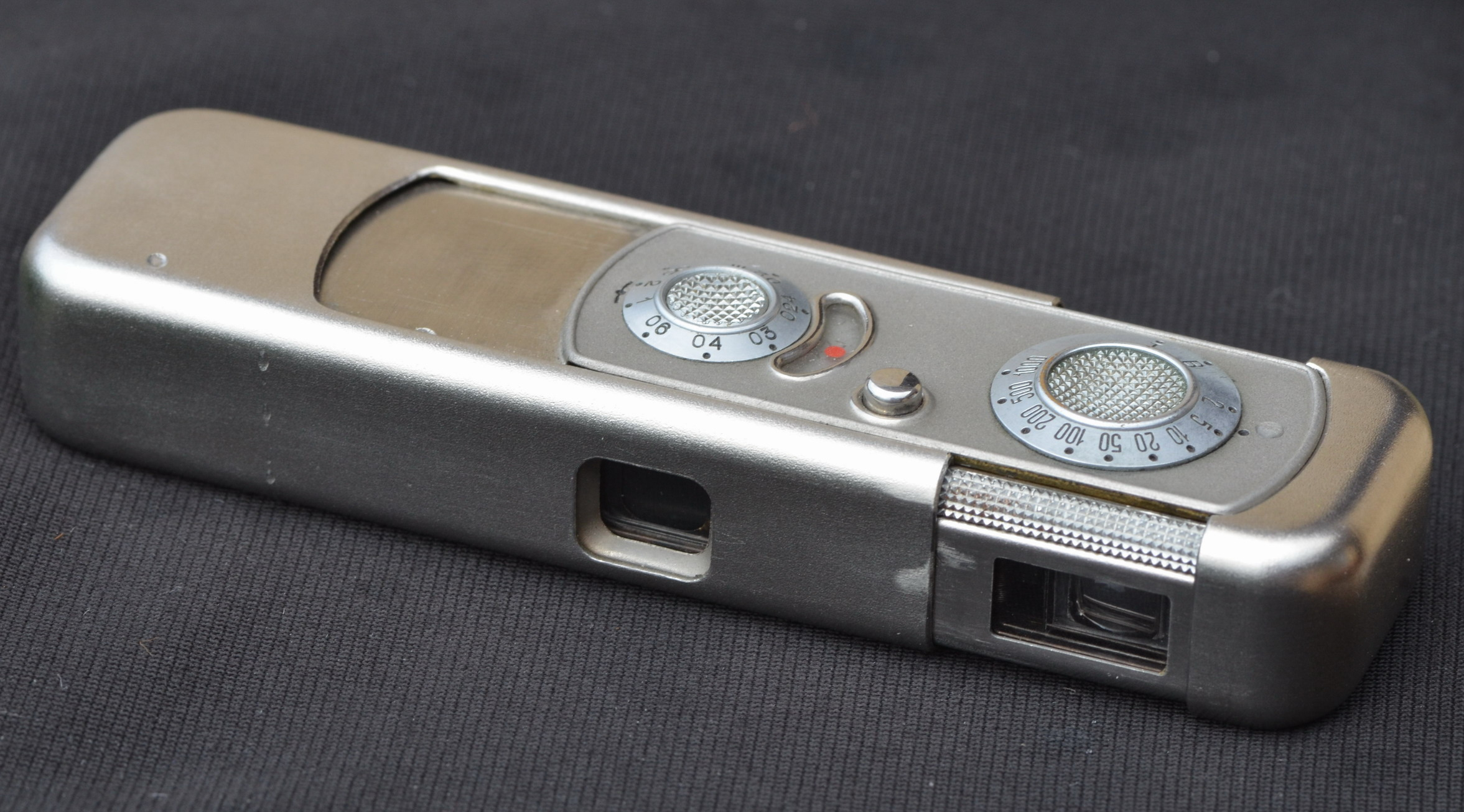
Aparat de fotografiat Minox Riga (1939)
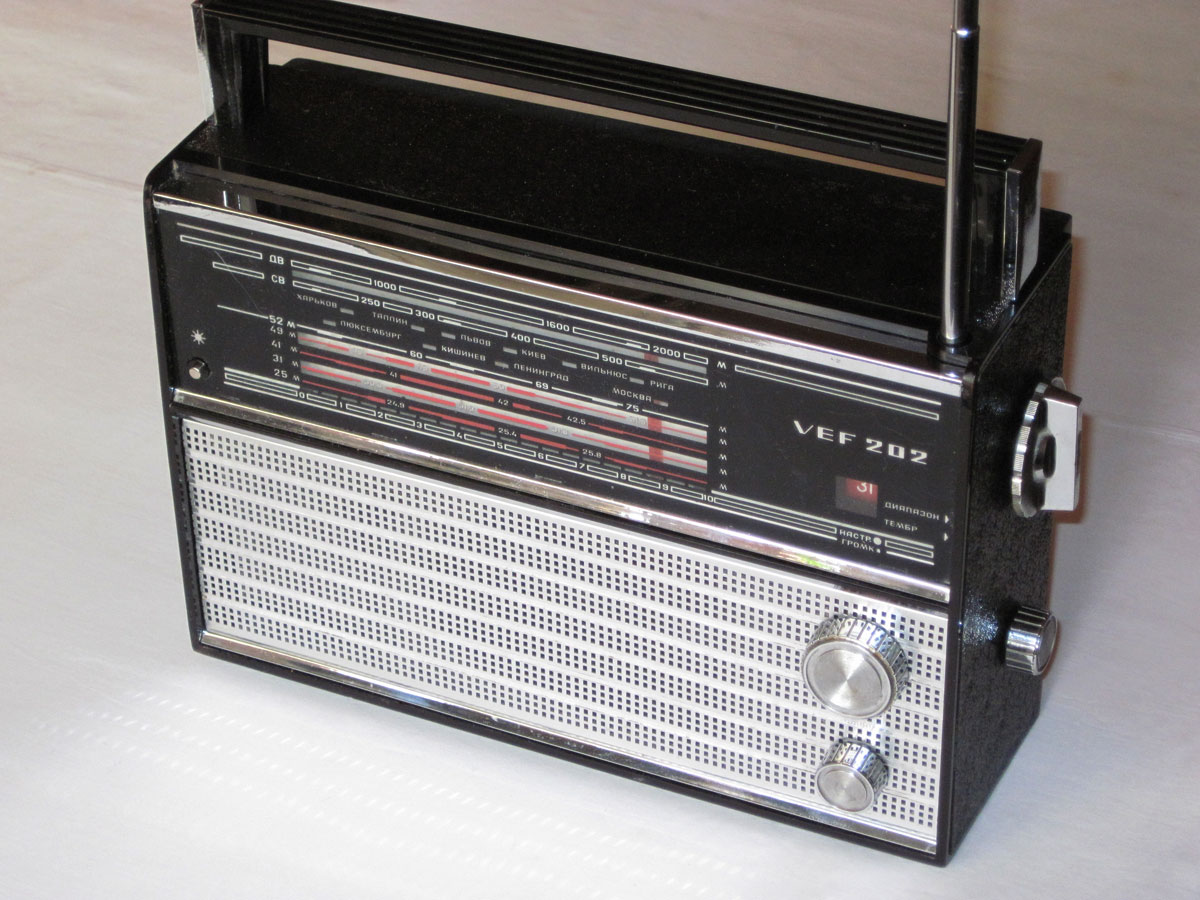
Radio VEF (1971)
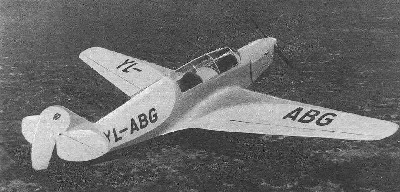
Avion VEF (anii 1930)